# Parco nazionale della Vanoise
Il parco nazionale della Vanoise è il primo parco nazionale francese, situato nel dipartimento della Savoia nelle Alpi della Vanoise e del Grand Arc delle Alpi Graie, delimitato dalle valli dell'Isère (detta Tarantasia) a nord, dalla valle dell'Arc (detta Moriana) a sud, mentre ad est è collegato col Parco nazionale del Gran Paradiso italiano.
Dal 1976 è insignito del Diploma europeo delle aree protette. Insieme al Parco Naturale Regionale di Chartreuse e al Parco Naturale Regionale dell'Alto Giura ne fa una riserva grande quanto il Parco Nazionale di Yellowstone degli Stati Uniti d'America e l'area protetta più grande d'Europa, rappresentando uno degli ultimi ecosistemi d'Europa in cui i grandi carnivori possono vivere.

## Storia
Il parco nazionale della Vanoise è stato il primo parco nazionale creato in Francia nel 1963. Il motivo principale della sua creazione è stata l'estinzione dello stambecco nel massiccio della Vanoise. Questo mammifero dalle lunghe corna ricurve è stato sterminato dopo l'apparizione delle armi da fuoco. Nel vicino massiccio del Gran Paradiso, in Italia, ne restavano ancora un centinaio di esemplari nel 1823 quando ne fu proibita la caccia.
Nel 1922 fu istituito il Parco nazionale del Gran Paradiso. Nella Vanoise è stata creata una riserva naturale nel 1943 per l'impulso del Club Alpino Francese. Dopo numerose incertezze a proposito delle dimensioni e delle priorità date alla natura ed agli uomini, nel 1963 è stato creato il primo parco nazionale francese. Esso copre un grande territorio dove tutto è tutelato: fauna, flora e mondo minerale.
Insieme al Parco nazionale del Gran Paradiso ne fa la riserva più grande d'Europa.

## Geografia
Il parco della Vanoise è costituito da alte montagne (107 vette superano i 3.000 metri) e da larghe vallate con facili accessi ai vari colli di comunicazione. Il parco è molto apprezzato per le escursioni specialmente ai ghiacciai ed ai laghi alpini. All'interno del parco si trova una flora alpina molto varia con circa 2000 diverse specie di piante come: soldanella, anemone, rododendro, astro, stella alpina, azalea, androsace, genepì, giglio martagone e varie sassifraghe.

### Orografia

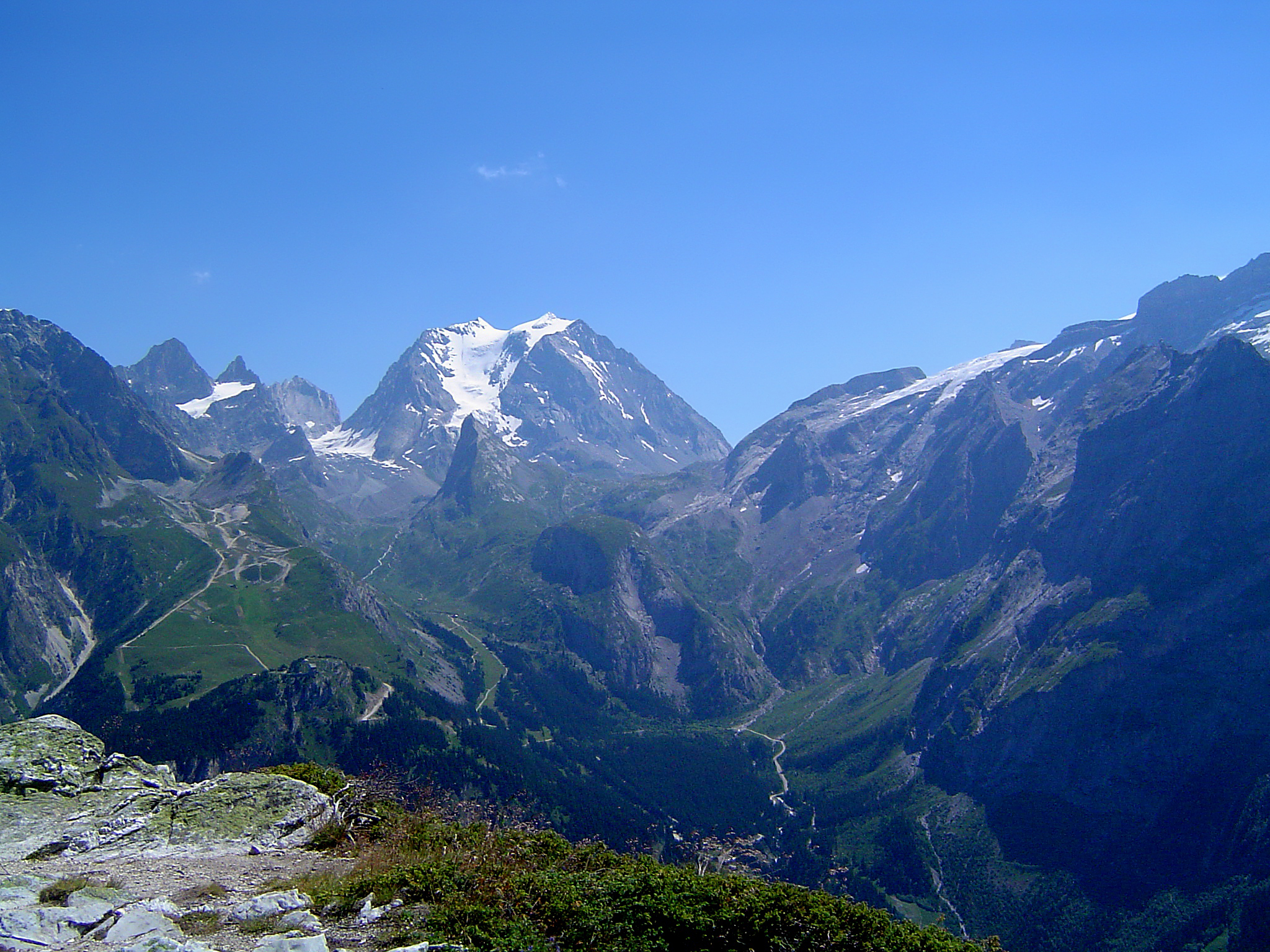
Grande Casse

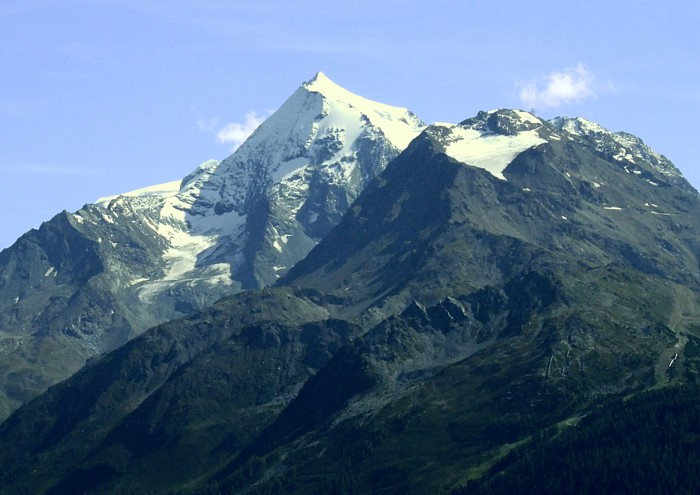
Mont Pourri

La vetta culmine del parco è la Grande Casse (3.855 m). Le altre vette più significative sono:
- Mont Pourri (3.779 m)
- Dent Parrachée (3.697 m)
- Pointe de la Fournache (3.642)
- Levanne (3.619 m)
- Dôme de l'Arpont (3.601 m)
- Dôme de Chasseforêt (3.586 m)
- Grand Roc Noir (3.582 m)
- Aiguille de Péclet (3.561)
- Pointe du Génépy (3.551 m)
- Pointe de Labby (3.521 m)
- Grande Aiguille Rousse (3.482 m)
- Bellecôte (3.417 m).

### Comuni
Il parco interessa il territorio di 29 comuni situati nella Tarantasia e nella Moriana: Aussois, Avrieux, Bellentre, Bessans, Bonneval-sur-Arc, Bourg-Saint-Maurice, Bozel, Bramans, Champagny-en-Vanoise, Landry, Lanslebourg-Mont-Cenis, Lanslevillard, Les Allues, Modane, Montvalezan, Peisey-Nancroix, Planay, Pralognan-la-Vanoise, Saint-André, Saint-Bon-Tarentaise, Saint-Martin-de-Belleville, Sainte-Foy-Tarentaise, Séez, Sollières-Sardières, Termignon, Tignes, Val-d'Isère, Villarodin-Bourget e Villaroger.

## Ambiente

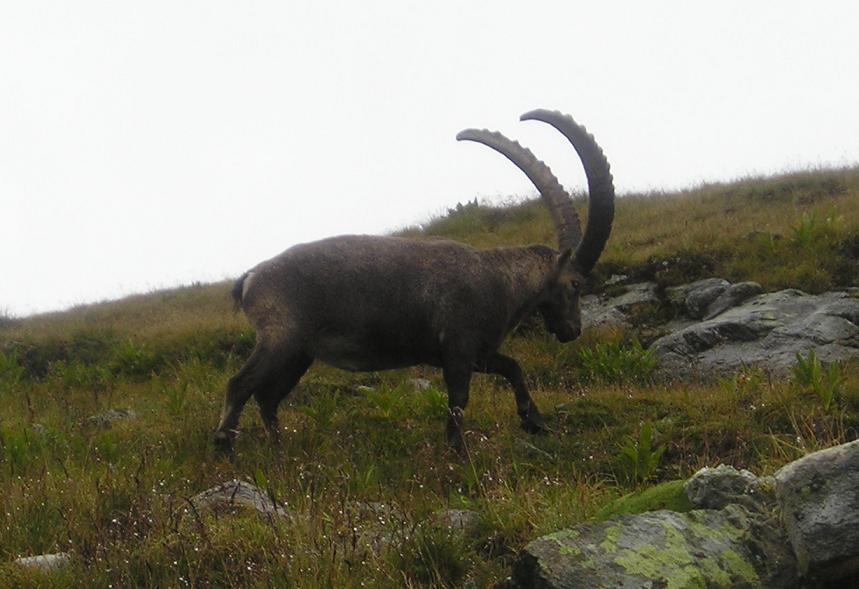
Stambecco presso il Colle di Chavière.

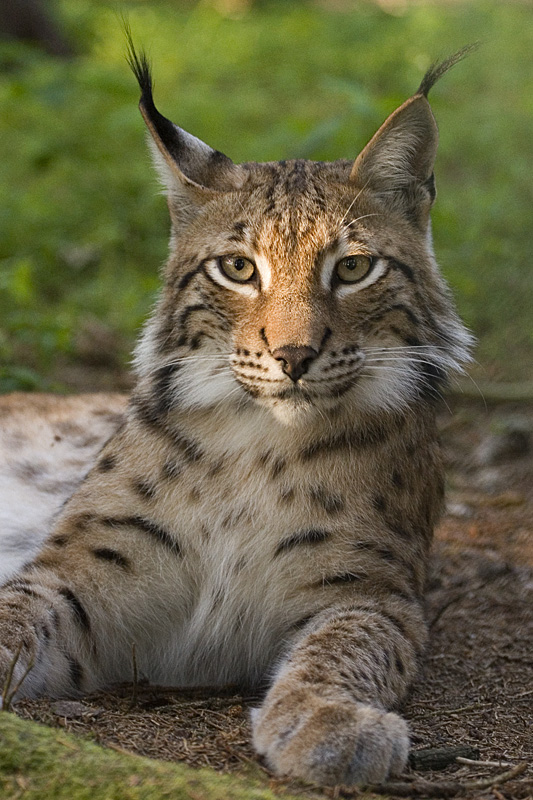
Lince europea

### Fauna
I principali animali presenti nel parco sono:
- stambecco - circa 2.500 esemplari
- camoscio - circa 5.500 esemplari
- lupo appenninico
- lince europea
- marmotta - presente dappertutto
- arvicola delle nevi
- ermellino
- lepre bianca
- pipistrello
- aquila reale
- gipeto
- falco pellegrino
- orso bruno